# Królewska Katalońska Akademia Sztuk Pięknych św. Jerzego w Barcelonie
Królewska Katalońska Akademia Sztuk Pięknych św. Jerzego w Barcelonie (hiszp. La Real Academia Catalana de Bellas Artes de San Jorge, kat. Reial Acadèmia Catalana de Belles Arts de Sant Jordi) – jedna z najstarszych uczelni artystycznych w Hiszpanii.
Akademia powstała z inicjatywy artystów Barcelony, którzy zwrócili się do króla Ferdynanda VI z prośbą o utworzenie szkoły podobnej do utworzonej w 1752 r. Królewskiej Akademii Sztuk Pięknych św. Ferdynanda w Madrycie. W 1775 r. powstała Escuela Gratuita de Diseño (Szkoła rysunku), mieszcząca się w zabytkowym budynku Casa Llotja (Lonja del Mar). W 1778 r. dodano wydziały malarstwa, rzeźby i architektury oraz zmieniono nazwę na Escuela de Nobles Artes. W 1850 r. na mocy dekretu królowej Izabeli II z 31 października 1849 r. powstała Academia de Bellas Artes de Barcelona, która przejęła kontrolę nad Escuela de Nobles Artes. Integracja obu szkół została ukończona w 1900 r., nastąpiła wtedy rozwiązanie Escuela de Nobles Artes.
W 1892 r. akademię nazwano Real Academia de Bellas Artes de San Jorge a w 1930 r. dodano przymiotnik katalońska aby podkreślić jej większy zasięg i rangę: Real Academia Catalana de Bellas Artes de San Jorge. W 1989 r. zaczęto używać nazwy w języku katalońskim: Reial Acadèmia Catalana de Belles Arts de Sant Jordi.
Siedzibą Akademii do dziś pozostała Casa Llotja.